# Ліна (ім'я)
Лі́на — жіноче ім'я, яке може мати різне походження. У низці випадків є жіночою формою імені Лін, яке має грецьке походження (Λῖνος) — очевидно, утворене від грец. λίνον («льон»). В інших випадках воно може бути короткою формою імен Ангеліна, Евеліна, Кароліна, Поліна, італ. Aquilina («Аквіліна», «Акилина») та інших. На відміну від чоловічого імені Лін, жіноча форма не є канонічним ім'ям.   
Українські зменшені форми — Лінонька, Ліночка, Лінуся, Лінусенька, Лінусечка, Лінуська.

## Відомі носійки
- Ліна Кавальєрі (1874—1944) — італійська оперна співачка й акторка.
- Ліна Соломонівна Штерн (1878—1968) — радянська біохімік, фізіолог та гуманістка.
- Ліна Гейдріх (1911—1985) — дружина Рейнгарда Гейдріха.
- Ліна Біленька (справжнє ім'я Ангеліна Тимофіївна Студецька, до шлюбу Григор'єва; 1925—2025) — українська поетеса.
- Ліна Вертмюллер (нар. 1926) — італійська кінорежисерка.
- Ліна Василівна Костенко (нар. 1930) — українська письменниця та поетеса.
- Ліна Маруланда (1980—2010) — колумбійська фотомодель.
- Ліна Медіна (нар. 1933) — жителька Перу, наймолодша мати в історії (народила в п'ять років).
- Ліна Бракніте (нар. 1952) — радянська та литовська акторка.
- Ліна Састрі (нар. 1953) — італійська акторка.
- Ліна Ромей (1954—2012) — іспанська акторка.
- Ліна Качюшите (нар. 1963) — радянська та литовська плавчиня, олімпійська чемпіонка.
- Ліна Гіді (Lena Headey; нар. 1973) — англійська акторка.
- Ліна Володимирівна Красноруцька (нар. 1984) — російська тенісистка.
- Ліна Посада (нар. 1985) — колумбійська фотомодель.
- Ліна Василівна Яковенко (нар. 1990) — українська письменниця та журналістка.

### Вигадані персонажі
- Ліна Інверс — головна героїня аніме Slayers.